# Jonathan Gómez Noriega
Jonathan Gómez Noriega (19 de abril de 1996, Cali) es un nadador Colombiano de estilo mariposa. Participó en los Juegos Olímpicos de 2016 en los 200 m mariposa donde fue semifinalista con un registro de 1:56.65, ubicándose en el puesto 15 de la clasificación general. En los Juegos Panamericanos de 2019 ganó la medalla de bronce en los 200 m mariposa, siendo el cuarto nadador en la historia de Colombia que logra una medalla en estos juegos.

## Biografía
Goméz inició a practicar natación a los 7 años debido a que padecia de Asma. A los 13 años su familia se radicó en Estados Unidos. Estudia Economía y Negocios Internacionales y reside en Jersey City. Su hermana es Valentina Gómez, activa en la política estadounidense.Fue candidata en las primarias republicanas para Secretaria de Estado de Misuri, donde quedó en sexto lugar.Fue criticada por sus declaraciones homófobas y racistas.

## Marcas Personales
| Prueba         | Competición              | Lugar          | Tiempo  | Récord |
| 200 m Mariposa | Juegos Olímpicos de 2016 | Río de Janeiro | 1:56.65 | RN     |